# 仪凤门 (南京)

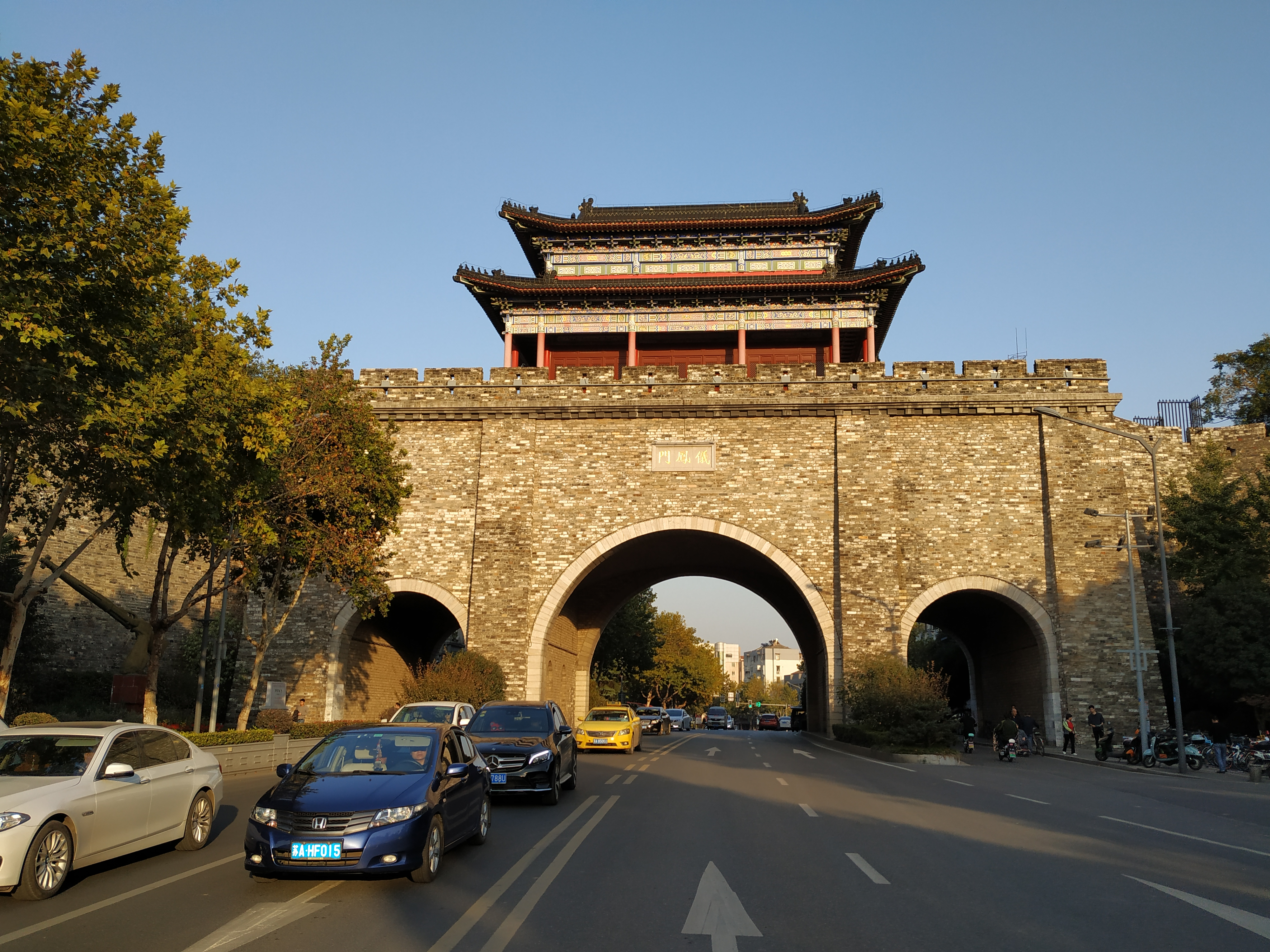
2006年复建的仪凤门。

兴中门又名仪凤门，为中国明朝南京城墙内城城门之一，位于南京城西北角，依狮子山而建，南为定淮门，东为钟阜门。
仪凤门原为南京城北部通往长江岸边的要道。成化年间，由于南京守备兵力不足，遂将仪凤门等城北城门堵塞。清朝顺治16年，梁化凤开仪凤、神策二门，出兵奇袭围城的郑成功军队得胜，此后仪凤门得以重建。清朝仪凤门为单孔城门，上设两层箭楼。1853年，太平天国军队以地道炸塌仪凤门附近城墙，攻克南京。
1895年，张之洞在仪凤门下铺设了南京第一条近代马路。其后，由于挹江门的开通，仪凤门的地位显著下降。
1928年，仪凤门改名兴中门。1971年，由于建宁路的修建，兴中门被拆除。2006年，南京市政府复建仪凤门，为一三孔拱门。